# براكيلية أوديبية
براكيلية أوديبية (الاسم العلمي: Brackiella oedipodis) هي نوع من البكتيريا، سلبية الغرام، تتبع جنس البراكيلية.